# 上耳介筋
上耳介筋（じょうじかいきん、英語: superior auricular muscle）は、人間の頭部の浅頭筋のうち、耳周囲の耳介筋に含まれる筋肉。皮筋である。側頭筋膜、帽状腱膜から起始し、耳介根部（耳介内側面上部）に停止する。作用は耳を上に上げる。顔面神経後耳介枝・側頭枝支配